# (73714) 1992 SW14
(73714) 1992 SW14 – planetoida z pasa głównego asteroid okrążająca Słońce w ciągu 3,59 lat w średniej odległości 2,34 j.a. Odkryta 30 września 1992 roku.